# Apple Pippin
El Apple Pippin (estilizado como PiPP!N), fue una consola de videojuegos comercializada por Apple Computer en el año 1995. Estaba basada en torno a un procesador PowerPC 603e a 66 MHz, un módem de 14400 bps y una versión limitada del Mac OS. El objetivo era crear un ordenador barato dirigido principalmente a funcionar con títulos multimedia basados en CD, especialmente juegos, pero también funcionando como computadora de red. Disponía de una unidad CD-ROM 4x y una salida de vídeo con conexión normalizada de televisión.

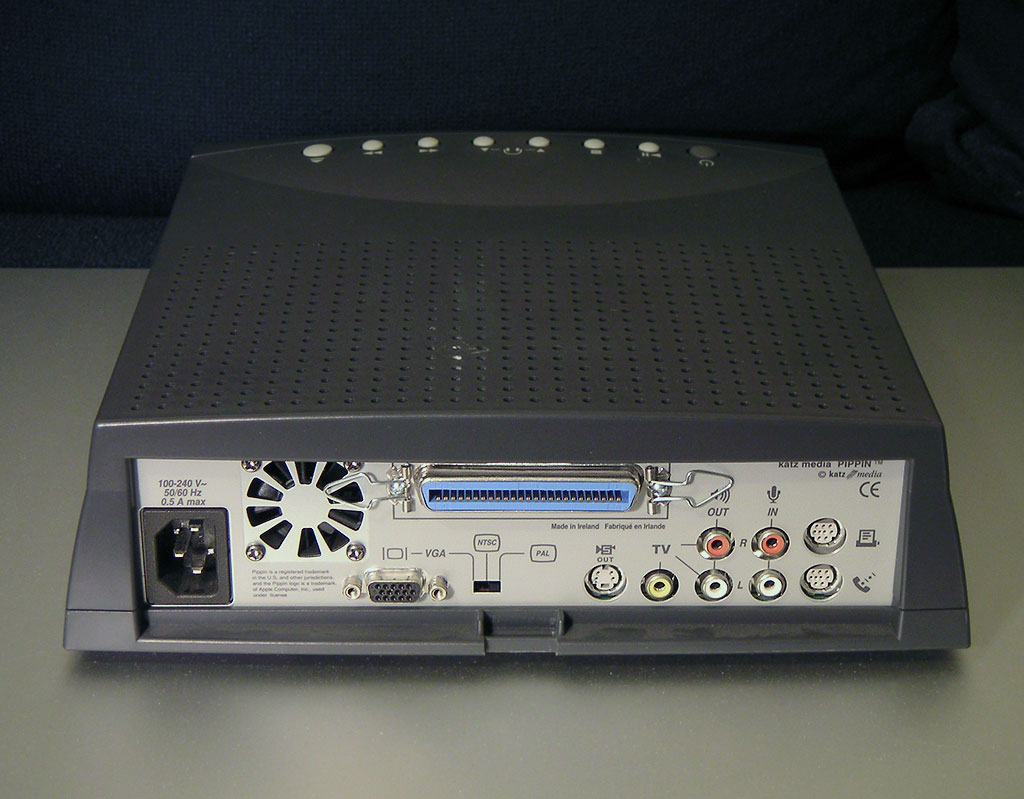
La parte trasera del Katz Media KMP 2000 tiene una interfaz SCSI externa única.

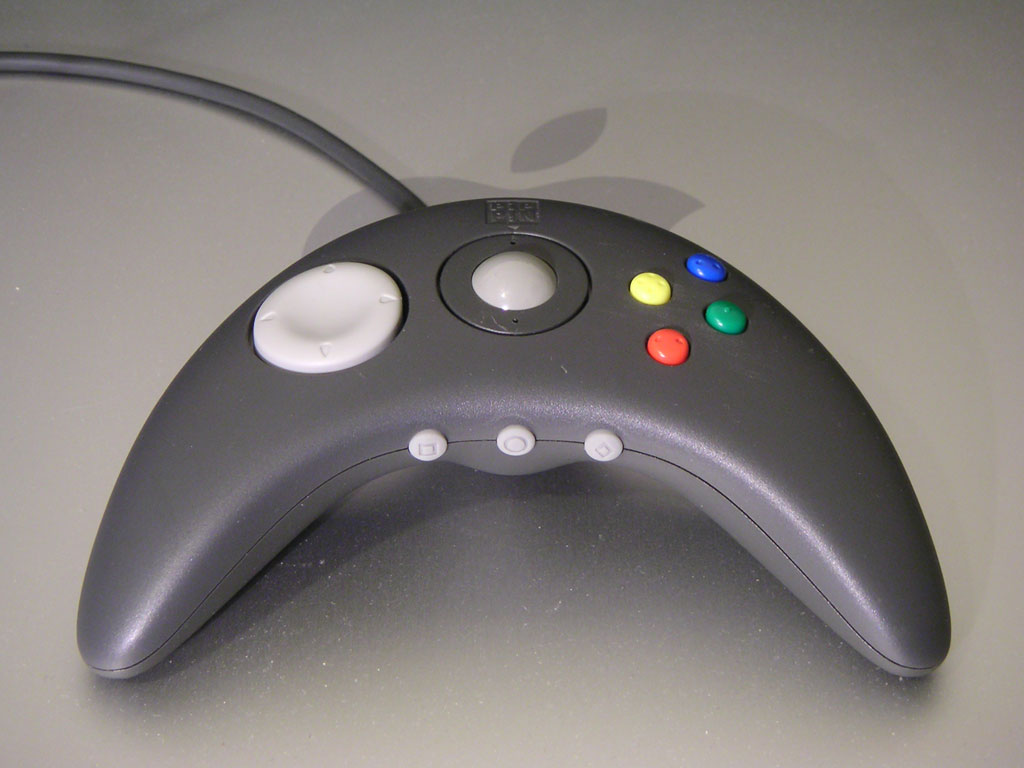
Control de la Apple Pippin/ BanDai Atmark.

## Historia
Apple nunca tuvo la intención de lanzar su propia Pippin. En lugar de esto, pretendía licenciar la tecnología a terceros, en un modelo similar al de la fallida 3DO Interactive Multiplayer; siendo el único licenciatario de Pippin que lanzó un producto al mercado Bandai.
Para cuando la Bandai Pippin fue lanzada, en 1995, el mercado ya estaba dominado por la Sony PlayStation, la Sega Saturn y la eventual aparición de la Nintendo 64, todas consolas mucho más potentes que la Pippin, más genérica en sus posibilidades. Además de esto, había muy poco software disponible para la Pippin, siendo el mayor publicador la propia Bandai.
Con un costo inicial de $599 y siendo considerada un ordenador barato, el sistema, en realidad, fue identificado normalmente como una consola de videojuegos. Como tal, su precio fue considerado demasiado elevado en comparación con sus coetáneas.
Solo unos cientos de Pippins fueron manufacturados y su producción fue tan limitada que había más teclados y módems producidos que sistemas.

## Decadencia
Finalmente, Pippin, como tecnología, sufrió debido a su aparición tardía en la generación de consolas 3D y a tener poca potencia tanto para ser una consola como para ser un ordenador. La versión de Bandai desapareció rápidamente, teniendo únicamente un lanzamiento limitado en los Estados Unidos y en Japón hasta el 1 de diciembre de 1997.
En mayo de 2006, la Pippin fue votada uno de los 20 peores productos tecnológicos de todos los tiempos por la revista PC World.

#### Especificaciones técnicas
Según Apple, la configuración de un producto basado en Pippin era específica de cada fabricante. Aparte del color, las especificaciones de las versiones de Bandai eran las mismas en los paquetes ATMARK y @WORLD, y la versión de Katz Media abordaba las características necesarias para ser escalables, incluyendo una interfaz SCSI externa, memoria interna adicional y la ausencia de tecnología RSA.

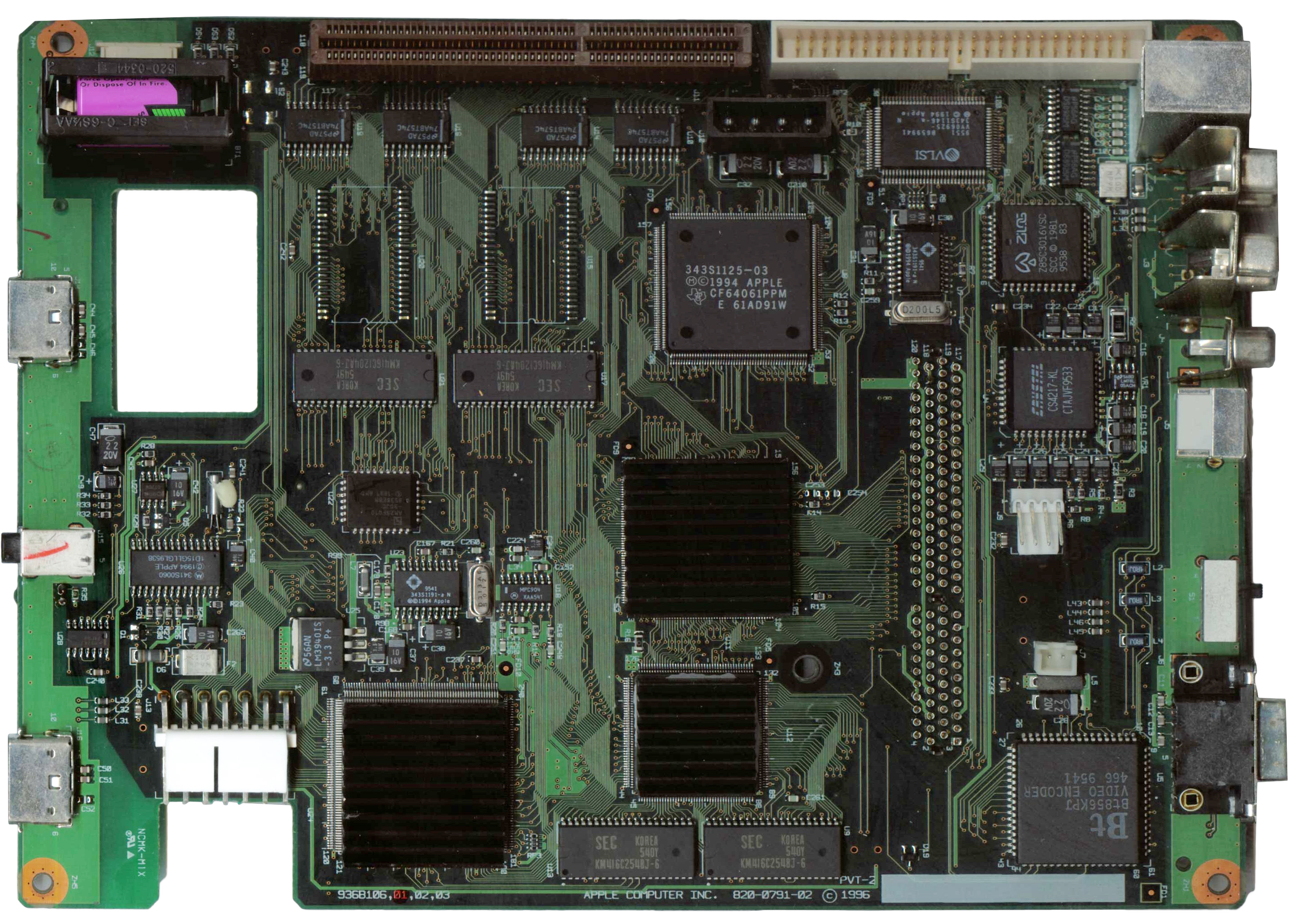
Esta placa de Pippin está en los sistemas Bandai. 6 MB está en la tabla de lógica a través de seis chips de 1 MB, cuatro en la parte superior y dos en la parte inferior.

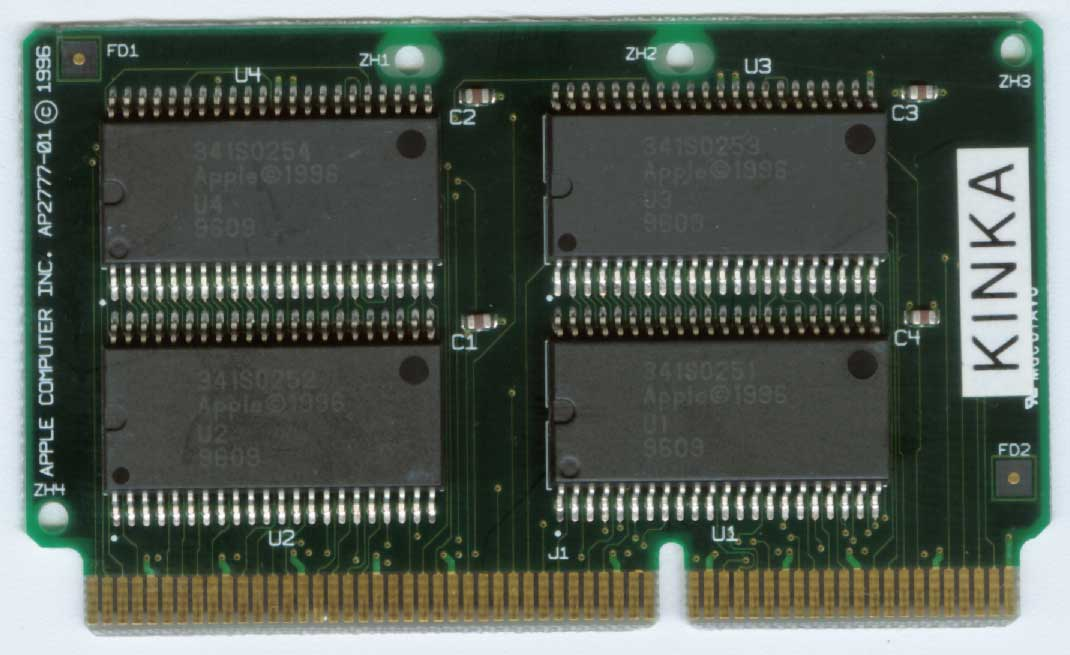
KINKA 1.0 ROM-BIOS

| System               | System                     | Bandai Pippin ATMARK                                                                                      | Bandai Pippin @WORLD                                                                                      | Katz Media Pippin KMP 2000                                                                                |
| -------------------- | -------------------------- | --- | --- | --- |
| Número de modelo     | Número de modelo           | PA-82001                                                                                                  | PW-10001                                                                                                  | KMP 2000                                                                                                  |
| fecha de lanzamiento | fecha de lanzamiento       | Marzo de 1996                                                                                             | Octubre de 1996                                                                                           | 17 de marzo de 1997                                                                                       |
| descontinuado        | descontinuado              | Verano de 1997                                                                                            | Verano de 1997                                                                                            | Verano de 1997                                                                                            |
| CPU                  |                            | 66 MHz PowerPC 603 RISC microprocessor                                                                    | 66 MHz PowerPC 603 RISC microprocessor                                                                    | 66 MHz PowerPC 603 RISC microprocessor                                                                    |
| memoria              | Memoria ram                | 6 MB combined system and video memory                                                                     | 6 MB combined system and video memory                                                                     | 8 MB combined system and video memory                                                                     |
| memoria              | Actualizaciones de memoria | RAM es actualizable en incrementos de 2, 4, 8 y 16 MB                                                     | RAM es actualizable en incrementos de 2, 4, 8 y 16 MB                                                     | RAM es actualizable en incrementos de 2, 4, 8 y 16 MB                                                     |
| memoria              | NVRAM                      | 128 KB NVRAM espacio de almacenamiento accesible.                                                         | 128 KB NVRAM espacio de almacenamiento accesible.                                                         | 128 KB NVRAM espacio de almacenamiento accesible.                                                         |
| I/O                  | Salida de video            | VGA, S-video, RCA composite video (NTSC/PAL switchable), with 640x480 resolution, 8-bit and 16-bit color. | VGA, S-video, RCA composite video (NTSC/PAL switchable), with 640x480 resolution, 8-bit and 16-bit color. | VGA, S-video, RCA composite video (NTSC/PAL switchable), with 640x480 resolution, 8-bit and 16-bit color. |
| I/O                  | Audio I/O                  | RCA composite left/right stereo, 16-bit 44 kHz sampled, and headphone output jack                         | RCA composite left/right stereo, 16-bit 44 kHz sampled, and headphone output jack                         | RCA composite left/right stereo, 16-bit 44 kHz sampled, and headphone output jack                         |
| I/O                  | Expansion                  | PCI expansion slot                                                                                        | PCI expansion slot                                                                                        | PCI, and optionally external 50-pin Centronics SCSI interface                                             |
| I/O                  | Input/Output               | Two "AppleJack" ruggedized ADB inputs (P-ADB); Two high-speed serial ports; modem port is GeoPort ready   | Two "AppleJack" ruggedized ADB inputs (P-ADB); Two high-speed serial ports; modem port is GeoPort ready   | Two "AppleJack" ruggedized ADB inputs (P-ADB); Two high-speed serial ports; modem port is GeoPort ready   |
| Energía              | Fuente de alimentación     | Fuente de alimentación de conmutación universal interna, 100 V 50/60 Hz 0.5 A                             | Fuente de alimentación de conmutación universal interna, 100 V 50/60 Hz 0.5 A                             | Fuente de alimentación de conmutación universal interna, 100–240 V 50/60 Hz 0.5 A                         |
| Energía              | conexion                   | C13 | C13 | C13 |
| Energía              | Consumo                    | 25 w | 25 w | 25 w |
| Notes                | Notes                      | 1996-blanco; 1997-Negro                                                                                   | Todas las unidades eran negras                                                                            | Disponible con o sin SCSI externo                                                                         |

| Version                           | KINKA Developer        | KINKA Pre-release                | KINKA 1.0            | KINKA 1.2                 | KINKA 1.3                   |
| --------------------------------- | ---------------------- | -------------------------------- | -------------------- | ------------------------- | --------------------------- |
| modelo                            | AP2660-02              | AP2735-01                        | AP2777-01            | 820-0867-01               | AP2777-01                   |
| Etiquetado de chips               | 16 flash ROM chips     | 341S0241 thru 245, 247, 248, 250 | 341S0251 thru 254    | 341S0297 thru 300         | 341S0328 thru 331           |
| Soporta FDD                       | si                     | si                               | si                   | si                        | si                          |
| Soporta HDD                       | si                     | No                               | No                   | si                        | si                          |
| Soporta Zip 100                   | si                     | si                               | No                   | si                        | si                          |
| Soporta MO 230                    | si                     | No                               | No                   | si                        | si                          |
| Admite adaptador de expansión PCI | No                     | No                               | No                   | No                        | si                          |
| Notas                             | Programable; inestable | Solo se enviaron 500 partes      | Bios Rom Common (JP) | Bios Rom Common (EE. UU.) | Autenticación discapacitada |

##### Perifericos
El equipo estándar de cada paquete Pippin incluye un módem analógico de acceso telefónico (los paquetes anteriores incluían un módem de 14,4  kbit/s [PA-82010 o PA-82007], y los paquetes posteriores, uno de 33,6  kbit/s  [PA-82017/BDE-82017]) con interfaz GeoPort y un mando AppleJack con cable.
Originalmente, la expansión del Pippin se realizaría mediante la estación de acoplamiento. Sin embargo, Apple esperaba con interés que otros fabricantes produjeran productos complementarios, como ranuras PCMCIA  y códecs MPEG-2, entre otros.Bandai y otros fabricantes externos pusieron a disposición algunos complementos, entre ellos una estación de acoplamiento con una unidad de disquete de 3,5 pulgadas (PA-82002), un Deltis 230 MO Docking Turbo (MOS330P) con una unidad de disco magnetoóptico de 230 MB fabricada por Olympus Optical Co. Ltd. . (requiere KINKA 1.2 o posterior); un controlador/gamepad inalámbrico AppleJack (PA-82014/BDE-82014), y una combinación de teclado, panel de dibujo y lápiz óptico a través de la interfaz ADB AppleJack (PA-82003).